# Паланики
Пала́ники — село в Україні, у Львівському районі Львівської області. Населення становить 3 мешканці (2025). Орган місцевого самоврядування - Комарнівська міська рада.